# 夏拉哈马站
夏拉哈马站是一个集二铁路上的铁路车站，位于内蒙古自治区苏尼特右旗夏拉哈马，建于1989年，目前为五等站，邮政编码为012506。目前客运：办理旅客乘降；不办理行李、包裹托运；不办理货运营业。